# Alkoholkonsumraum
Als Alkoholkonsumraum oder auch Trinkraum wird eine Räumlichkeit bezeichnet, in der man selbst mitgebrachte alkoholische Getränke einnehmen kann. Durch die Einrichtung eines solchen Raumes soll die Situation für Menschen mit einer Alkoholsucht verbessert werden, sodass diese bei schlechtem Wetter oder zur Wahrung der Privatsphäre einen geschützten Raum aufsuchen können und nicht gezwungen sind, sich im Straßenraum aufzuhalten. Das gilt insbesondere für wohnungslose Menschen. Außerdem können in dem Raum niederschwellige Hilfsangebote zum Beispiel zur Vermittlung einer Entzugstherapie oder von Wohnraum für wohnungslose Menschen erfolgen. Es kann Vorgaben geben, welchen Alkoholgehalt die mitgebrachten Getränke haben dürfen, z. B. Ausschluss von Spirituosen.

## Beispiele

### Karlsruhe
In Karlsruhe wurde im Jahr 2019 ein Alkoholkonsumraum mit dem Namen Alkohol akzeptierender Aufenthaltsraum (A³) in der Nähe des Werderplatzes in der Südstadt eröffnet. Kombiniert wurde diese Maßnahme mit einem Alkoholverbot auf dem Werderplatz, wo es häufig zu Auseinandersetzungen und Lärmbelästigungen kam. Es gibt auch die Möglichkeit Wäsche zu waschen, Mahlzeiten zu bekommen und alkoholfreie Getränke zu sich zu nehmen. Im ersten Jahr besuchten rund 4000 Männer und 2000 Frauen die Einrichtung.

### München
In der Nähe des Münchner Hauptbahnhofs wurde ebenfalls 2019 ein Alkoholkonsumraum eröffnet, der auch Dusch- und Waschmöglichkeiten anbietet, sowie Schuldnerberatung und Hilfe bei der Wohnungssuche.

### Augsburg
In den beTreff kommen täglich ca. 70 Männer und 30 Frauen.

### Dortmund
Das Café Berta wurde im Jahr 2011 eröffnet.

### Kiel
In Kiel gibt es zwei Trinkräume, die vom Verein Hempels betreut werden.

### Kassel
Der Trinkraum in Kassel wurde im Jahr 2013 eröffnet.